# Pedomyia
Pedomyia is een vliegengeslacht uit de familie van de roofvliegen (Asilidae).

## Soorten
- P. astroptica Londt, 1994
- P. dryopolis Londt, 1994
- P. epidema Londt, 1994
- P. melanothrix Londt, 1994
- P. namaqua Londt, 1994
- P. namibia Londt, 1994
- P. simba Londt, 1994
- P. xanthocera Londt, 1994
- P. zela Londt, 1994